# Малмыжка (село)
Малмыжка — село в Мамадышском районе Татарстана. Входит в состав Куюк-Ерыксинского сельского поселения.

## География
Находится в центральной части Татарстана на расстоянии приблизительно 9 км на север по прямой от районного центра города Мамадыш.

## История
Известно с 1780-х гг.. Раньше называлось новопоселённой деревней Уса. В 1896 году была построена церковь Сергия Радонежского. В начале XX века здесь располагалось волостное правление.

## Население
Постоянных жителей было: в 1782 — 68 душ мужского пола, в 1859—605, в 1897—1032, в 1908—1262, в 1920—1222, в 1926—1182, в 1938—953, в 1949—602, в 1958—376, в 1970—379, в 1979—310, в 1989—168, в 2002 году 126 (русские 90 %), в 2010 году 97.